# Meskoura
Meskoura (àrab مسكورة) és una comuna rural de la província de Settat de la regió de Casablanca-Settat. Segons el cens de 2014 tenia una població total de 7.180 persones.